# Miloš Nykodým
Miloš Nykodým (* 9. prosince 1990 Brno ) je český reprezentant v orientačním běhu. Mezi jeho největší úspěchy patří vítězství v závodě Světového poháru v Česku v roce 2018, druhé místo ze sprintu na juniorském mistrovství světa 2009 v italském Trentinu, sedmé místo z klasické trati na mistrovství Evropy 2018 ze Švýcarska, osmé (2021) a desáté (2023) místo na klasické trati z mistrovství Světa. V současnosti běhá za český klub SK Žabovřesky Brno a švédský klub OK Linné, za který startuje ve Skandinávii a se kterým vyhrál švédskou Tiomilu 2022, byl třikrát druhý (2017, 2018 a 2024) a jednou třetí (2023). Švédskou 25mannu ovládli s Linné v roce 2023 i 2024. S norským týmem Kristiansand OK dokázal také v roce 2015 vyhrát finskou Jukolu. Na Jukole s OK Linné nejlépe druhý (2023 a 2024). 

## Sportovní kariéra

### Umístění na MS
| Vuokatti 2013   | 37. místo | X         | X         | X        | /        |
| Trentino 2014   | 33. místo | 12. místo | X         | X        | X        |
| Inverness 2015  | 39. místo | X         | X         | X        | X        |
| Stromstad 2016  | 35. místo | X         | 14. místo | X        | 6. místo |
| Tartu 2017      | 22. místo | X         | 22. místo | X        | 4. místo |
| Riga 2018       | 12. místo | 33. místo | 25. místo | 5. místo | 5. místo |
| Østfold 2019    | /         | 15. místo | X         | 4. místo | /        |
| Doksy 2021      | X         | 21. místo | 8. místo  | 5. místo | 5. místo |
| Flims Laax 2023 | /         | X         | 10. místo | 6. místo | /        |

### Umístění na ME
| Falun 2012     | Q19.      | X         | 37. místo | X         | /        |
| Palmela 2014   | 31. místo | disk      | X         | 18. místo | /        |
| Jeseník 2016   | X         | 17. místo | 15. místo | 7. místo  | X        |
| Tessin 2018    | 50. místo | 19. místo | 7. místo  | 4. místo  | 4. místo |
| Neuchâtel 2021 | 46. místo | /         | /         | /         | 4. místo |
| Rakvere 2022   | /         | 56. místo | disk      | 15. místo | /        |
| Mór 2024       | /         | DQ        | DNS       | 5. místo  | /        |

### Umístění na AMS
| Olomouc 2014 | 10. místo | 11. místo | X | 2. místo | 3. místo |
| Miskolc 2016 | 4. místo  | 4. místo  | X | 4. místo | 2. místo |

### Umístění na MSJ
| Umístění na Mistrovství světa juniorů v orientačním běhu | Umístění na Mistrovství světa juniorů v orientačním běhu | Umístění na Mistrovství světa juniorů v orientačním běhu | Umístění na Mistrovství světa juniorů v orientačním běhu | Umístění na Mistrovství světa juniorů v orientačním běhu |
| Rok                                                      | Sprint                                                   | Middle                                                   | Long                                                     | Štafety                                                  |
| -------------------------------------------------------- | -------------------------------------------------------- | -------------------------------------------------------- | -------------------------------------------------------- | -------------------------------------------------------- |
| Trentino 2009                                            | 2. místo                                                 | 12. místo                                                | 16. místo                                                | 7. místo                                                 |
| Aalborg 2010                                             | 13. místo                                                | 37. místo                                                | 12. místo                                                | 6. místo                                                 |

### Umístění na MČR
| Umístění na Mistrovství České republiky v orientačním běhu | Umístění na Mistrovství České republiky v orientačním běhu | Umístění na Mistrovství České republiky v orientačním běhu | Umístění na Mistrovství České republiky v orientačním běhu | Umístění na Mistrovství České republiky v orientačním běhu | Umístění na Mistrovství České republiky v orientačním běhu | Umístění na Mistrovství České republiky v orientačním běhu | Umístění na Mistrovství České republiky v orientačním běhu | Umístění na Mistrovství České republiky v orientačním běhu | Umístění na Mistrovství České republiky v orientačním běhu | Umístění na Mistrovství České republiky v orientačním běhu | Umístění na Mistrovství České republiky v orientačním běhu |
| Ročník                                                     | Kategorie                                                  | Klasická                                                   | Krátká                                                     | Sprint                                                     | Dlouhá                                                     | Noční                                                      | Ranking                                                    | Členství v klubu                                           | Štafety                                                    | Kluby                                                      | Sprint. štafety                                            |
| ---------------------------------------------------------- | ---------------------------------------------------------- | ---------------------------------------------------------- | ---------------------------------------------------------- | ---------------------------------------------------------- | ---------------------------------------------------------- | ---------------------------------------------------------- | ---------------------------------------------------------- | ---------------------------------------------------------- | ---------------------------------------------------------- | ---------------------------------------------------------- | ---------------------------------------------------------- |
| MČR 2005                                                   | H16 – mladší dorostenci                                    | 46. místo                                                  | 9. místo                                                   | 7. místo                                                   | není                                                       |                                                            |                                                            | SK Brno Žabovřesky                                         | 17. místo                                                  |                                                            |                                                            |
| MČR 2006                                                   | H16 – mladší dorostenci                                    | 10. místo                                                  | 4. místo                                                   | 1. místo                                                   | není                                                       | 6. místo                                                   | 801. místo                                                 | SK Brno Žabovřesky                                         | 2. místo                                                   |                                                            |                                                            |
| MČR 2007                                                   | H18 – starší dorostenci                                    | 7. místo                                                   | 5. místo                                                   | 9. místo                                                   | 1. místo                                                   | 1. místo                                                   | 783. místo                                                 | SK Brno Žabovřesky                                         | 4. místo                                                   | 3. místo                                                   |                                                            |
| MČR 2008                                                   | H18 – starší dorostenci                                    | 4. místo                                                   | 3. místo                                                   | 1. místo                                                   | zraněn                                                     |                                                            | 482. místo                                                 | SK Brno Žabovřesky                                         | disk                                                       | 3. místo                                                   |                                                            |
| MČR 2009                                                   | H20 – junioři                                              | 1. místo                                                   | 4. místo                                                   | 2. místo                                                   | 2. místo                                                   | 1. místo                                                   |                                                            | SK Brno Žabovřesky                                         |                                                            |                                                            |                                                            |
| MČR 2009                                                   | H21 – muži                                                 |                                                            |                                                            |                                                            |                                                            |                                                            | 16. místo                                                  | SK Brno Žabovřesky                                         | disk                                                       | 2. místo                                                   |                                                            |
| MČR 2010                                                   | H20 – junioři                                              | 2. místo                                                   | 2. místo                                                   | 1. místo                                                   | 1. místo                                                   | 1. místo                                                   |                                                            | SK Brno Žabovřesky                                         |                                                            |                                                            |                                                            |
| MČR 2010                                                   | H21 – muži                                                 |                                                            |                                                            |                                                            |                                                            |                                                            | 19. místo                                                  | SK Brno Žabovřesky                                         | 3. místo                                                   | 4. místo                                                   |                                                            |
| MČR 2011                                                   | H21 – muži                                                 | 5. místo                                                   | 19. místo                                                  | 4. místo                                                   |                                                            | 5. místo                                                   | SK Brno Žabovřesky                                         | 3. místo                                                   | 2. místo                                                   |                                                            |                                                            |
| MČR 2012                                                   | H21 – muži                                                 | 9. místo                                                   | 10. místo                                                  | disk                                                       |                                                            | 6. místo                                                   | SK Brno Žabovřesky                                         | zrušeno                                                    | 1. místo                                                   |                                                            |                                                            |
| MČR 2013                                                   | H21 – muži                                                 | 8. místo                                                   | 1. místo                                                   | 6. místo                                                   | 20. místo                                                  | 4. místo                                                   | SK Brno Žabovřesky                                         | 2. místo                                                   | 3. místo                                                   |                                                            |                                                            |
| MČR 2014                                                   | H21 – muži                                                 | 3. místo                                                   | 2. místo                                                   | disk                                                       | 2. místo                                                   | 2. místo                                                   | SK Brno Žabovřesky                                         | 2. místo                                                   | 4. místo                                                   | 2. místo                                                   |                                                            |
| MČR 2015                                                   | H21 – muži                                                 | 11. místo                                                  | 7. místo                                                   | disk                                                       | 2. místo                                                   | 1. místo                                                   | SK Brno Žabovřesky                                         | 9. místo                                                   | 2. místo                                                   | 2. místo                                                   |                                                            |
| MČR 2016                                                   | H21 – muži                                                 | 1. místo                                                   | 3. místo                                                   | 7. místo                                                   | 2. místo                                                   | 1. místo                                                   | SK Brno Žabovřesky                                         | 1. místo                                                   | 1. místo                                                   | 2. místo                                                   |                                                            |
| MČR 2017                                                   | H21 – muži                                                 | 1. místo                                                   | 1. místo                                                   | 3. místo                                                   |                                                            | 2. místo                                                   | SK Brno Žabovřesky                                         | 5. místo                                                   | 2. místo                                                   | disk                                                       |                                                            |
| MČR 2018                                                   | H21 – muži                                                 | 1. místo                                                   | 1. místo                                                   | 3. místo                                                   | 1. místo                                                   | 1. místo                                                   | SK Brno Žabovřesky                                         | 1. místo                                                   | 2. místo                                                   | disk                                                       |                                                            |
| MČR 2019                                                   | H21 – muži                                                 | 3. místo                                                   | 2. místo                                                   | 3. místo                                                   |                                                            | 1. místo                                                   | SK Brno Žabovřesky                                         | 1. místo                                                   | 2. místo                                                   | 3. místo                                                   |                                                            |
| MČR 2020                                                   | H21 – muži                                                 | 1. místo                                                   | 3. místo                                                   | 4. místo                                                   | zrušeno                                                    | 2. místo                                                   | SK Brno Žabovřesky                                         | 1. místo                                                   | zrušeno                                                    | 5. místo                                                   |                                                            |
| MČR 2021                                                   | H21 – muži                                                 | 3. místo                                                   | 10. místo                                                  | 4. místo                                                   | 1. místo                                                   | 2. místo                                                   | SK Brno Žabovřesky                                         | 1. místo                                                   | 1. místo                                                   | disk                                                       |                                                            |
| MČR 2022                                                   | H21 – muži                                                 | 2. místo                                                   | 2. místo                                                   | 5. místo                                                   | 2. místo                                                   | 2. místo                                                   | SK Brno Žabovřesky                                         | 2. místo                                                   | 3. místo                                                   | 3. místo                                                   |                                                            |
| MČR 2023                                                   | H21 – muži                                                 | 2. místo                                                   | 5. místo                                                   | 8. místo                                                   |                                                            | 2. místo                                                   | 2. místo                                                   | SK Brno Žabovřesky                                         | 1. místo                                                   | 3. místo                                                   | 4. místo                                                   |
| MČR 2024                                                   | H21 – muži                                                 | 3. místo                                                   | 4. místo                                                   | 8. místo                                                   |                                                            | 1. místo                                                   | 1. místo                                                   | SK Brno Žabovřesky                                         | 10. místo                                                  | 4. místo                                                   | 6. místo                                                   |
| MČR 2025                                                   | H21 – muži                                                 |                                                            | 1. místo                                                   | /                                                          |                                                            | 3. místo                                                   |                                                            | SK Brno Žabovřesky                                         |                                                            |                                                            | /                                                          |